# Авамори
Авамори (яп. 泡盛) — алкогольный напиток окинавской кухни, получивший в конце XX века некоторое международное распространение.
Представляет собой продукт перегонки рисового сырья. Содержание алкоголя обычно составляет от 30 % до 43 %, иногда до 60 %. Некоторые сорта авамори подвергаются многолетней выдержке.

## Этимология названия
Название напитка происходит от японских слов «ава» (яп. 泡) и «мори» (яп. 盛), означающих, соответственно, «пена» и «наполняться». Согласно наиболее распространенной версии, такое название связано с обильным пенообразованием, возникающим в процессе перегонки рисового сырья. По другой гипотезе, речь идет о пене, образовывавшейся в ходе практиковавшейся в старину техники измерения крепости напитка, когда его с достаточно большой высоты наливали тонкой струйкой в чашку.

## География и история производства
Историческим районом производства авамори является архипелаг Окинава, однако известно, что технология его изготовления была заимствована местными жителями в XV веке у народов Юго-Восточной Азии, в частности, у тайцев, поставлявших на архипелаг длиннозерновые сорта риса. Именно к XV веку относятся первые упоминания о выгонке авамори в государстве Рюкю, сформировавшемся в этот период на территории Окинавы.
Изначально авамори изготовлялся в основном для двора монархов Рюкю: в конце XV века королевским указом право на выгонку напитка — наследственное — было закреплено за 30 производителями.

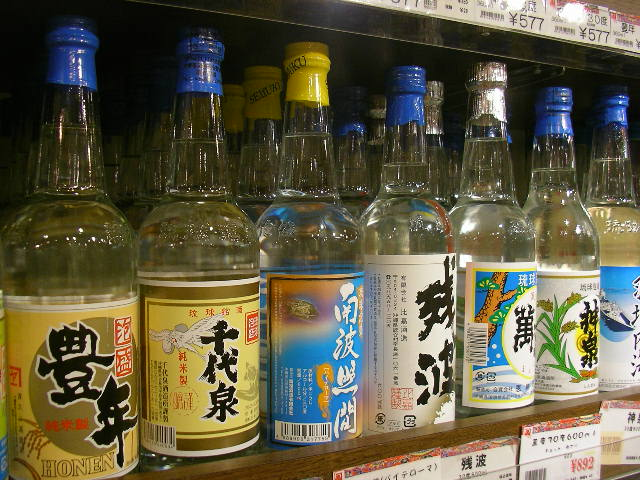
Различные сорта авамори на прилавке токийского магазина

Позднее производство и потребление авамори расширилось, и со временем он утвердился в качестве основного крепкого напитка рюкюсцев. Наиболее изысканные, выдержанные сорта подавались в ходе религиозных и праздничных церемоний. После аннексии королевства Рюкю Японской империей в 1879 году авамори сохранял широкую популярность среди островитян, однако значительного распространения на основной территории Японии не получил.
Значительные запасы элитных сортов авамори многолетней выдержки были уничтожены в ходе битвы за Окинаву между американскими и японскими войсками в апреле — июле 1945 года.
Распространение авамори за пределами Японии связано с американской оккупацией Окинавы в 1945—1972 годах и последующим существованием там американской военной базы. При этом на самом архипелаге в тот период потребление авамори несколько снизилось из-за ввоза западных крепких напитков, прежде всего — виски.
Авамори постепенно появлялся в продаже в США, затем — в различных странах Европы и Азии. Однако его присутствие на международном рынке алкоголя остается не очень значительным. За пределами исторической родины напиток употребляется в основном в этнических ресторанах и в местах компактного проживания выходцев с Окинавы.
На самой Окинаве популярность авамори остается весьма высокой. Напиток считается одним из символов национальной самобытности островитян и является неотъемлемым атрибутом праздничного стола. По состоянию на середину 2000-х годов на различных островах архипелага было зарегистрировано 47 предприятий, производящих авамори.

## Технология производства

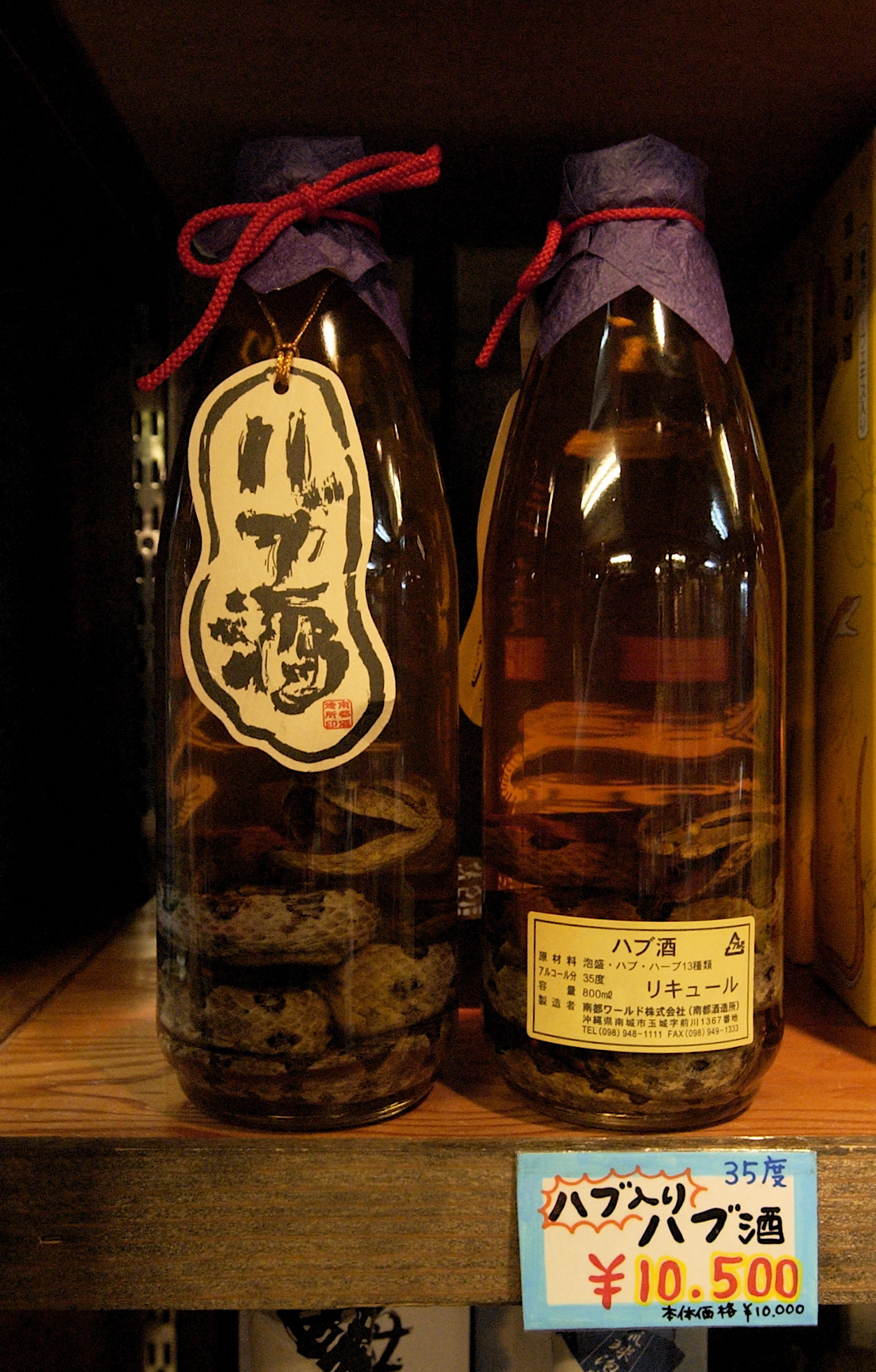
Бутылка «Хабусю» — авамори со змеёй

Для производства авамори используется исключительно рис длиннозерновых сортов, по-прежнему импортируемых на Окинаву в основном из Таиланда. Дроблёные зерна замачиваются в теплой воде, затем бо́льшая часть воды сливается и рис проваривается на пару в течение часа. После этого в него добавляются дрожжи особого местного сорта, имеющие черный цвет и содержащие большое количество лимонной кислоты. Через 12 часов начавшая бродить рисовая масса перемещается из рисоварок в специальные поддоны, в которых процесс ферментации длится обычно не менее двух недель, после чего образовавшийся субстрат помещается в перегонный куб.
Процесс перегонки — однократный — длится обычно два—три часа. Образовавшийся в результате дистилляции бесцветный прозрачный напиток, в принципе, готов к розливу и употреблению, однако для улучшения вкусовых качеств он, как правило, подвергается выдержке в керамических ёмкостях, которая может значительно варьироваться по продолжительности.
Обычные сорта авамори выдерживаются около 6 месяцев. Сорта, выдерживаемые в течение нескольких лет, классифицируются как кусу (яп. 古酒, буквально — «выдержанный»). В соответствии с современным торговым законодательством Окинавы, маркировка «кусу» присваивается авамори, в котором не менее 51 % содержимого выдерживалось, по крайней мере, три года — в целях повышения коммерческой рентабельности производители при бутилировании часто смешивают выдержанный авамори со свежевыгнанным.
При этом исторически практикуется изготовление и значительно более выдержанных сортов — в широкой продаже имеются двадцати- и двадцатипятилетние авамори. Известно, что среди запасов авамори, уничтоженных в ходе битвы за Окинаву, имелись ёмкости с двухсотлетним и даже трехсотлетним напитком.
Содержание спирта в большинстве сортов авамори колеблется от 30 до 43 %, однако в некоторых случаях может быть и выше. Наиболее крепкие сорта, называемые ханадзакэ (яп. 花酒, буквально — «распускающиеся цветы»), производятся на острове Йонагуни, являющемся самой западной территорией Японии.

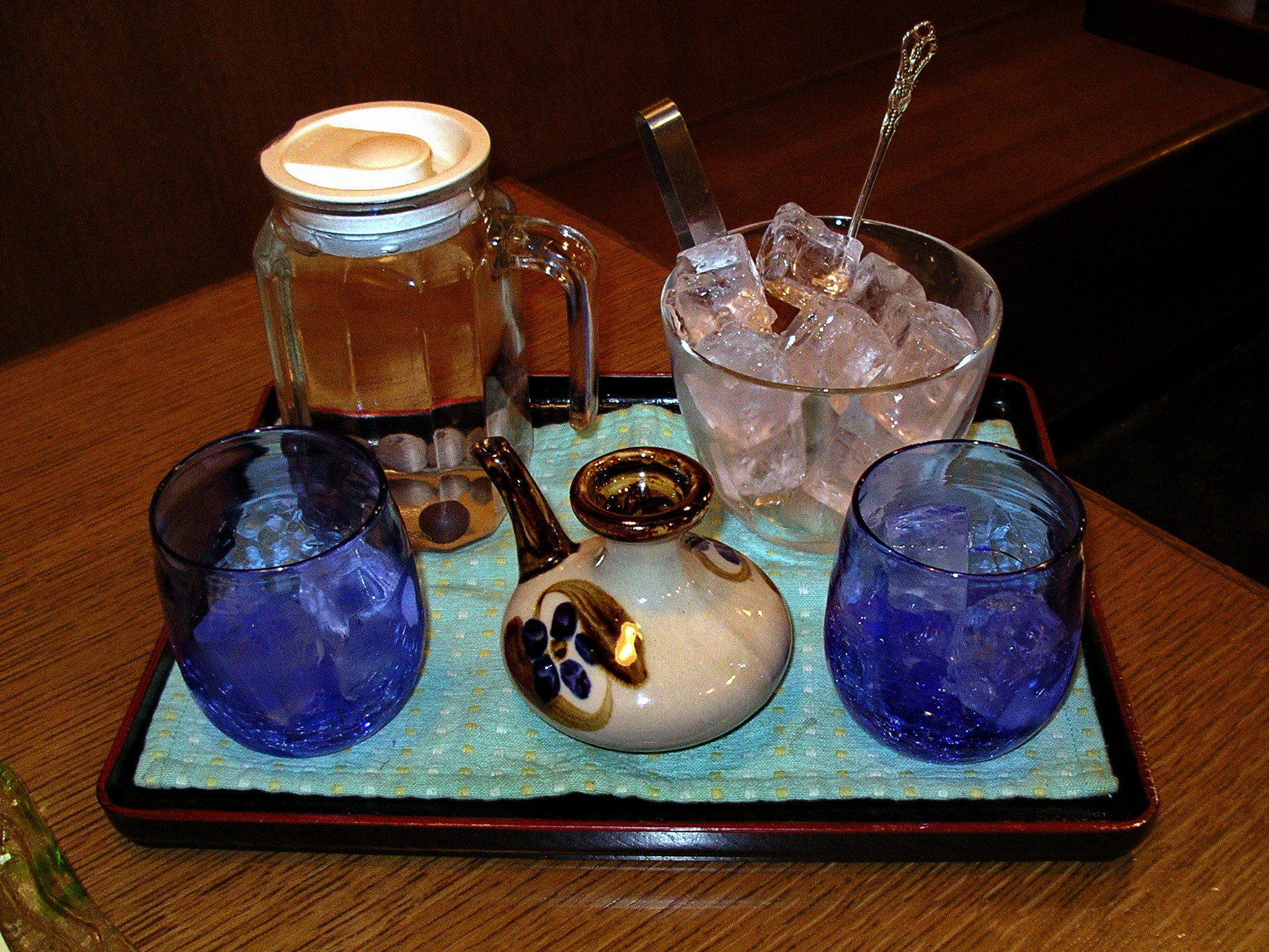
Авамори в традиционном керамическом чайнике, отдельно подаются лед и вода

В небольших количествах изготовляются напитки с добавлением различных специй, пряностей, женьшеня. Выпускаются бутылки, внутри которых содержится законсервированная змея.
Авамори следует отличать от другого японского алкогольного напитка сётю (яп. 焼酎, буквально — «жжёное вино»), который изготовляется по сходной технологии, однако не из импортных, а исключительно из японских, короткозерновых сортов риса с применением светлых дрожжей, имеет несколько меньшую крепость и заметные вкусовые отличия. Кроме того, при изготовлении ряда сортов сётю производится многократная перегонка — такой сётю по крепости может превосходить авамори, в то время, как авамори является продуктом исключительно однократной перегонки.
Иногда в зарубежных источниках в понятие «сётю» включают все крепкие японские напитки Японии, изготовленные на основе рисового сырья, в том числе и авамори. Однако подобная классификация не является общепринятой и отвергается на самой Окинаве — принятое в 1983 году местное коммерческое законодательство предусматривает четкое различие между двумя напитками.

## Бутилирование, подача и употребление
Бо́льшая часть авамори разливается в стеклянные бутылки ёмкостью в пределах одного литра. Наряду с этим распространены и различные виды декоративных ёмкостей, изготовляемых из традиционной местной керамики — ячимуна, которые пользуются спросом в основном среди посещающих Окинаву японских и зарубежных туристов.
Авамори пьется как за едой, так и отдельно от еды, часто в качестве аперитива. Традиционно на Окинаве напиток разливался в маленькие керамические чашечки, напоминающие по форме напёрсток и размерами ненамного его превосходящие. В настоящее время авамори подаётся в основном в обычных стеклянных стаканах, как правило, либо со льдом, либо в смеси с холодной водой. Иногда на основе авамори приготовляются коктейли — обычно с апельсиновым или лимонным соком.
В XX веке на Окинаве появилась традиция покупки авамори в особой декоративной бутылке в ознаменование рождения ребенка. На бутылку наклеивается фотография младенца, она хранится до достижения им определенного возраста (обычно — 20 лет) и выпивается на торжественном семейном застолье.
С учётом не слишком широкого распространения авамори за пределами Окинавы, сколь-либо устойчивых международных правил его сервировки еще не выработано. Он может подаваться как в чистом виде — в рюмках или стопках различного типа, так и разбавленный — в более объемистых стаканах.